# Bahnhof Toyotashi
Der Bahnhof Toyotashi (jap. 豊田市駅, Toyotashi-eki, dt. etwa „Bahnhof Stadt Toyota“) ist ein Bahnhof auf der japanischen Insel Honshū. Er wird von der Bahngesellschaft Meitetsu (Nagoya Tetsudō) betrieben und befindet sich in der Präfektur Aichi auf dem Gebiet der Stadt Toyota östlich von Nagoya.

## Verbindungen
Toyatashi ist ein Zwischenbahnhof an der Meitetsu Mikawa-Linie, die Toyota mit Chiryū verbindet; darüber hinaus ist er die östliche Endstation der Meitetsu Toyota-Linie nach Nagoya. Beide Strecken teilen sich die Trasse bis zum benachbarten Bahnhof Umetsubo und werden von der Bahngesellschaft Meitetsu betrieben. Auf der Mikawa-Linie verkehren Lokalzüge im Viertelstundentakt von Sanage über Umetsubo und Toyotashi zum Bahnhof Chiryū, wo Anschluss an die Meitetsu Nagoya-Hauptlinie besteht. Ebenfalls alle 15 Minuten verkehren Lokalzüge auf der Toyota-Linie von Toyotashi über Umetsubo nach Akaike; dort werden sie zur Tsurumai-Linie der U-Bahn Nagoya durchgebunden und verkehren weiter durch das Stadtzentrum von Nagoya bis nach Kami-Otai (teilweise bis nach Inuyama). Auf dem Teilstück zwischen Umetsubo und Toyotashi ergibt sich dadurch ein angenäherter 7½-Minuten-Takt.
Der Bahnhof ist der wichtigste Knotenpunkt des lokalen und regionalen Busverkehrs. Auf beiden Seiten gibt es je einen Busterminal, wobei der westliche von zehn und der östliche von sechs Linien bedient wird. Betrieben werden sie von den Gesellschaften Meitetsu Bus und Toyota Oiden Bus. Etwa 250 Meter weit im Westen befindet sich der Shin-Toyota an der Aichi-Ringlinie.

## Anlage
Der mit Abstand wichtigste Bahnhof der Stadt Toyota steht an der Grenze zwischen den zentralen Stadtteilen Wakamiyachō im Westen und Kitamachi im Osten. Die nähere Umgebung ist ein belebtes Geschäfts- und Einkaufsviertel; hier sind unter anderem das Rathaus, die Einkaufszentren T-FACE und Meglia Center, das städtische Kulturzentrum Sangokan, der Büro- und Einkaufskomplex Como Square, das städtische Kunstmuseum und das Toyota-Stadion zu finden.
Die Anlage ist von Norden nach Süden ausgerichtet und umfasst drei Gleise auf einem Viadukt, unter dem sich die Einkaufsstraße Toyota Plaza befindet. Die Gleise liegen an einem Mittelbahnsteig und an einem Seitenbahnsteig. Während die Züge der Mikawa-Linie die beiden äußeren Gleise nutzen, wenden die Züge der Toyota-Linie auf dem mittleren Gleis. Nördlich des Bahnhofs ist die Strecke doppelspurig, südlich davon gibt es nur ein Streckengleis. Das Empfangsgebäude mit dem ebenerdigen Haupteingang befindet sich an der Ostseite und enthält neben den üblichen Betriebs- und Verkaufseinrichtungen auch mehrere Läden und Gastronomiebetriebe. Der Zugang zu den Bahnsteigen erfolgt von einem breiten zentralen Korridor aus über Treppen, Rolltreppen und Aufzüge. An beiden Seiten schließen sich gedeckte Fußgängerbrücken an, die über die Vorplätze und angrenzende Straßen hinweg zu verschiedenen Gebäuden führen; jene an der Westseite reicht bis zum Bahnhof Shin-Toyota.
Im Fiskaljahr 2019 nutzten durchschnittlich 36.470 Fahrgäste täglich den Bahnhof.

## Gleise

Gleisplan

| 1 | ▉ Meitetsu Mikawa-Linie | Umetsubo • Sanage                       |
| 2 | ▉ Meitetsu Toyota-Linie | Umetsubo • Akaike • Fushimi • Kami-Otai |
| 3 | ▉ Meitetsu Mikawa-Linie | Chiryū                                  |

## Bilder

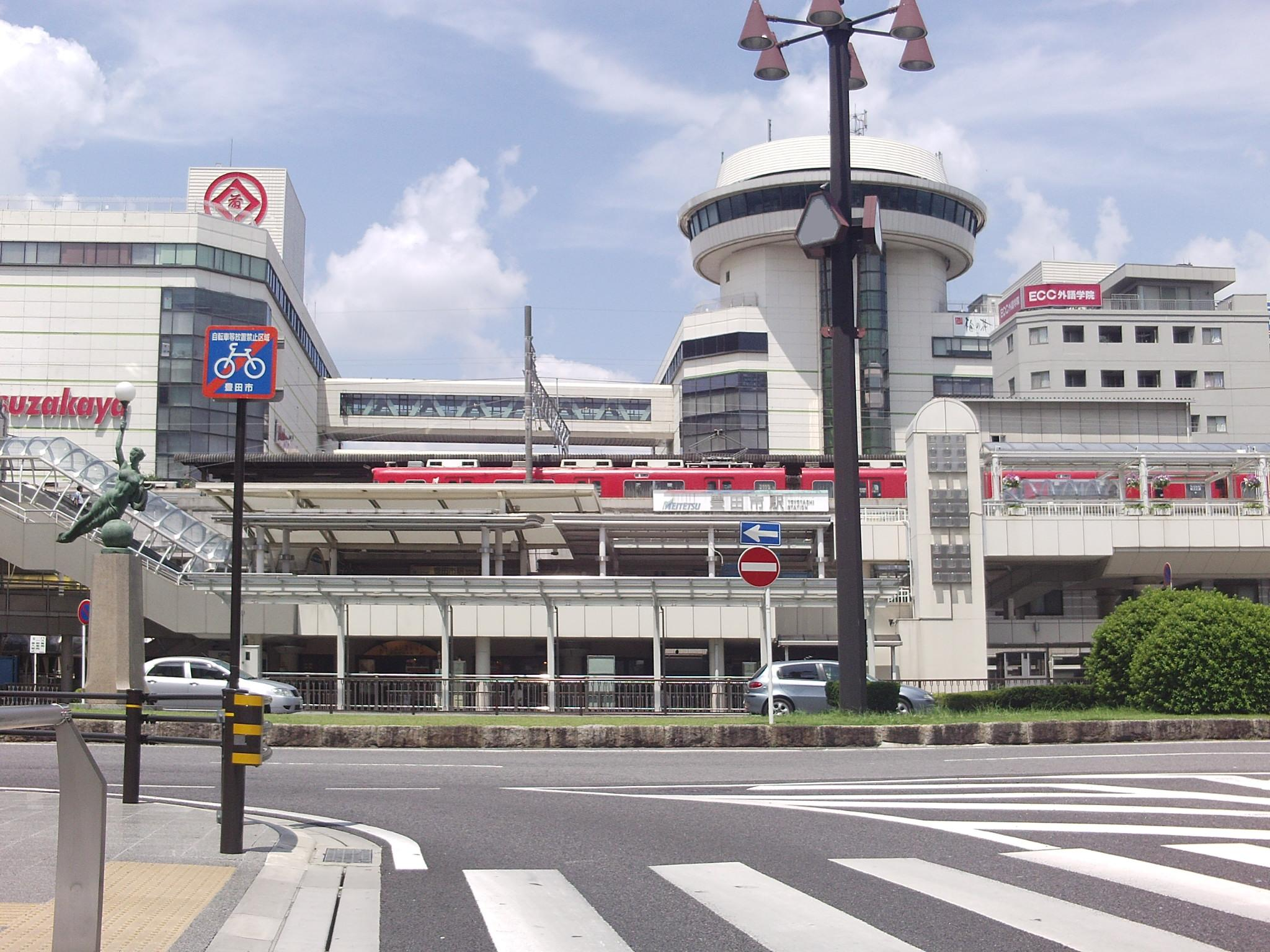
Ansicht von Osten
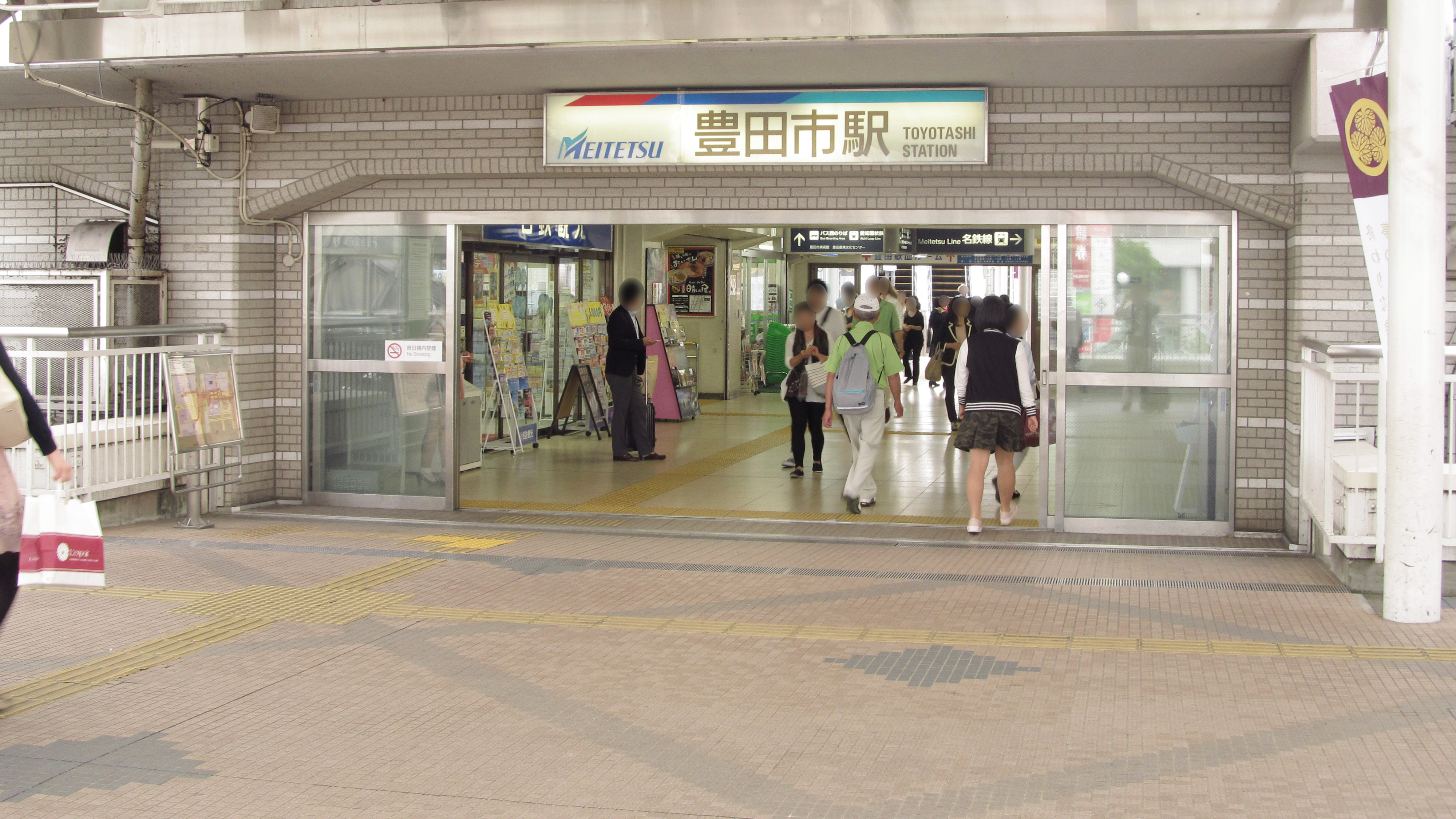
Westeingang
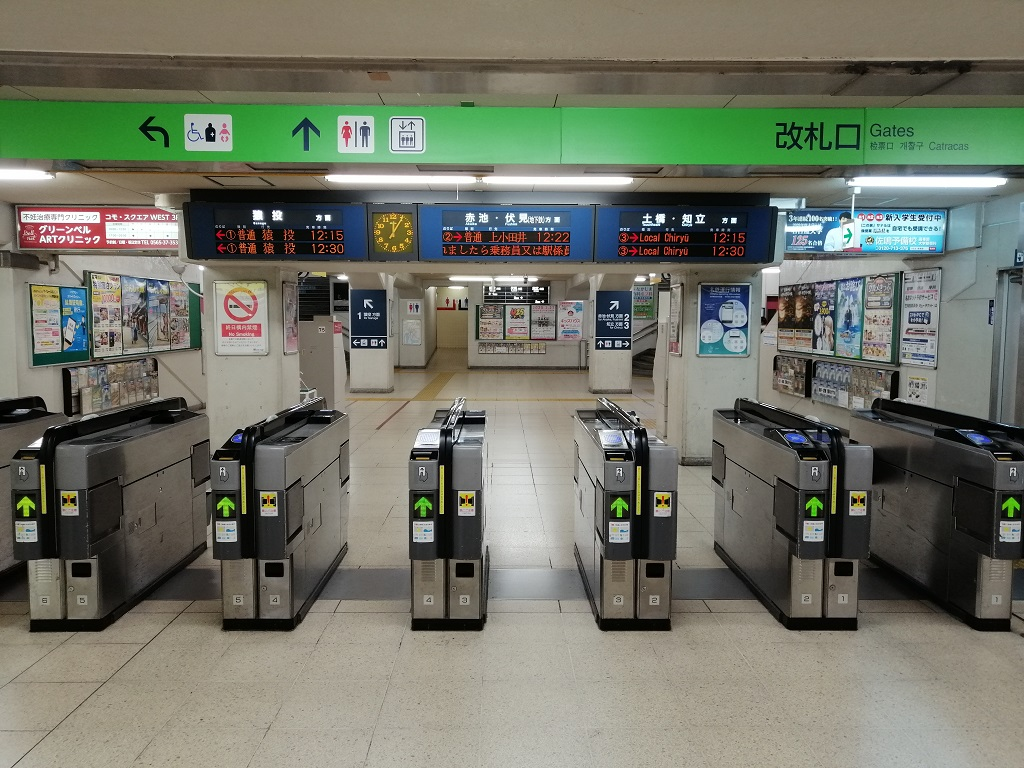
Bahnsteigsperren
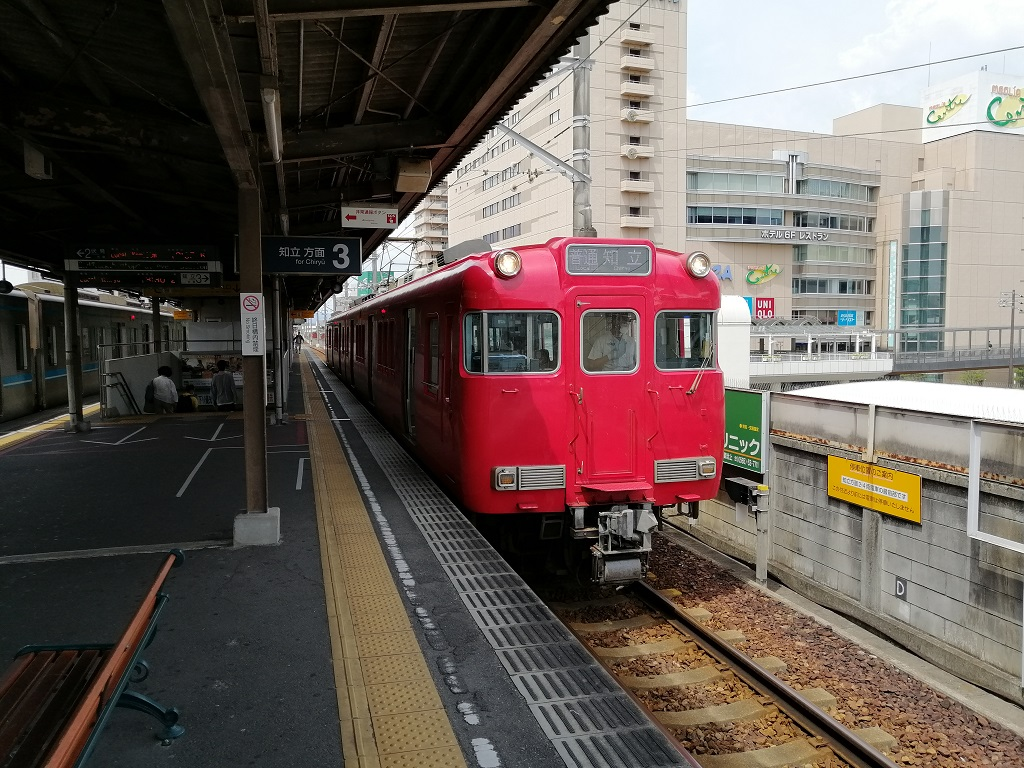
Zug der Mikawa-Linie
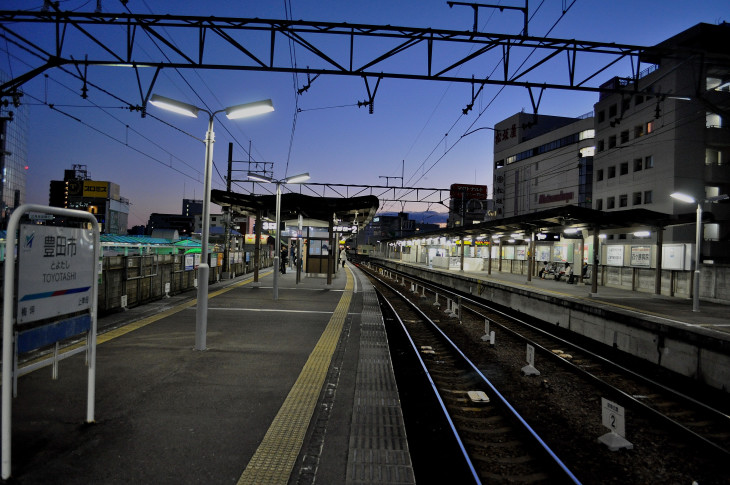
Blick auf die Bahnsteige
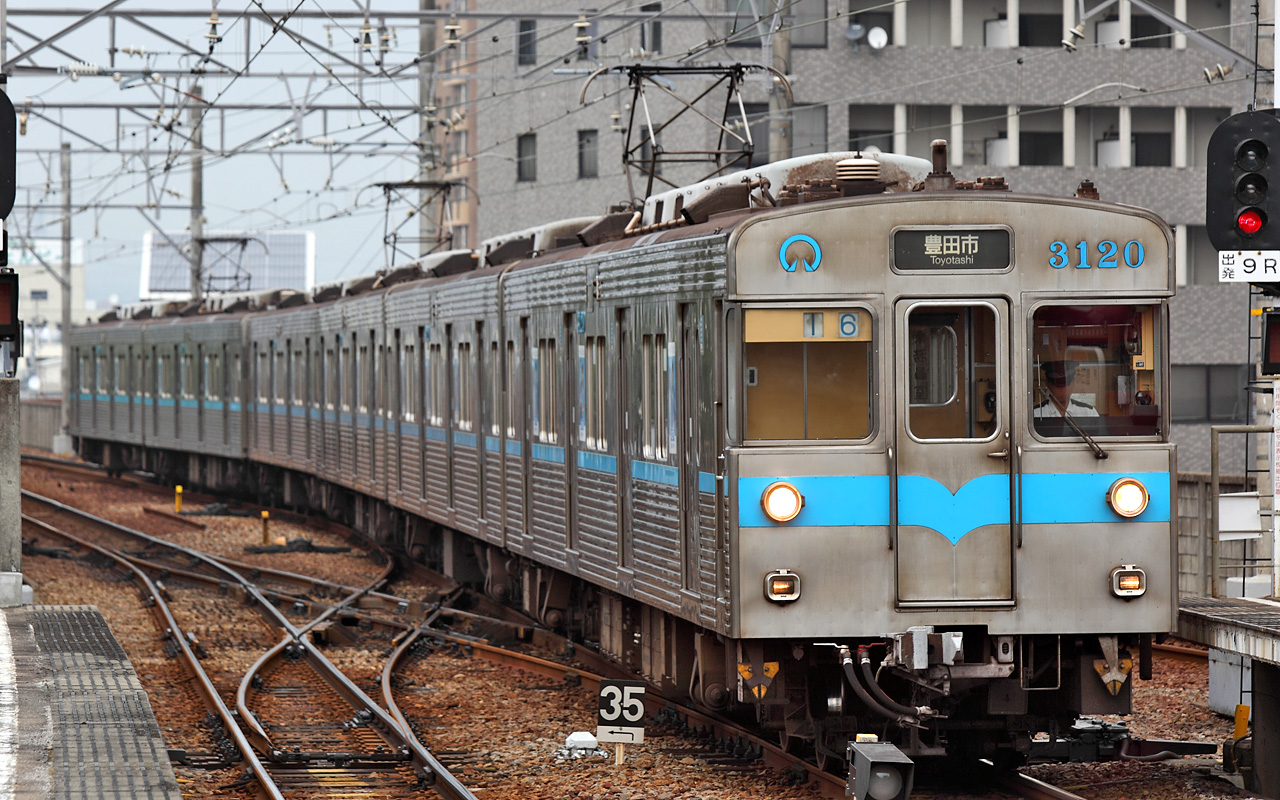
U-Bahn-Zug (Typ 3000) fährt in den Bahnhof Toyotashi ein

## Linien
| Verlauf der Meitetsu Toyota-Linie                                                      |
| -------------------------------------------------------------------------------------- |
| Umetsubo • Kami-Toyota • Jōsui • Miyoshigaoka • Kurozasa • Komenoki • Nisshin • Akaike |

| Verlauf der Meitetsu Mikawa-Linie |
| --- |
| Sanage • Hiratobashi • Koshido • Umetsubo • Toyotashi • Uwa Goromo • Tsuchihashi • Takemura • Wakabayashi • Mikawa Yatsuhashi • Mikawa Chiryū • Chiryū • Shigehara • Kariya • Kariyashi • Ogakie • Yoshihama • Mikawa Takahama • Takahama-minato • Kita-Shinkawa • Shinkawa-machi • Hekinan-chūō • Hekinan |

## Geschichte

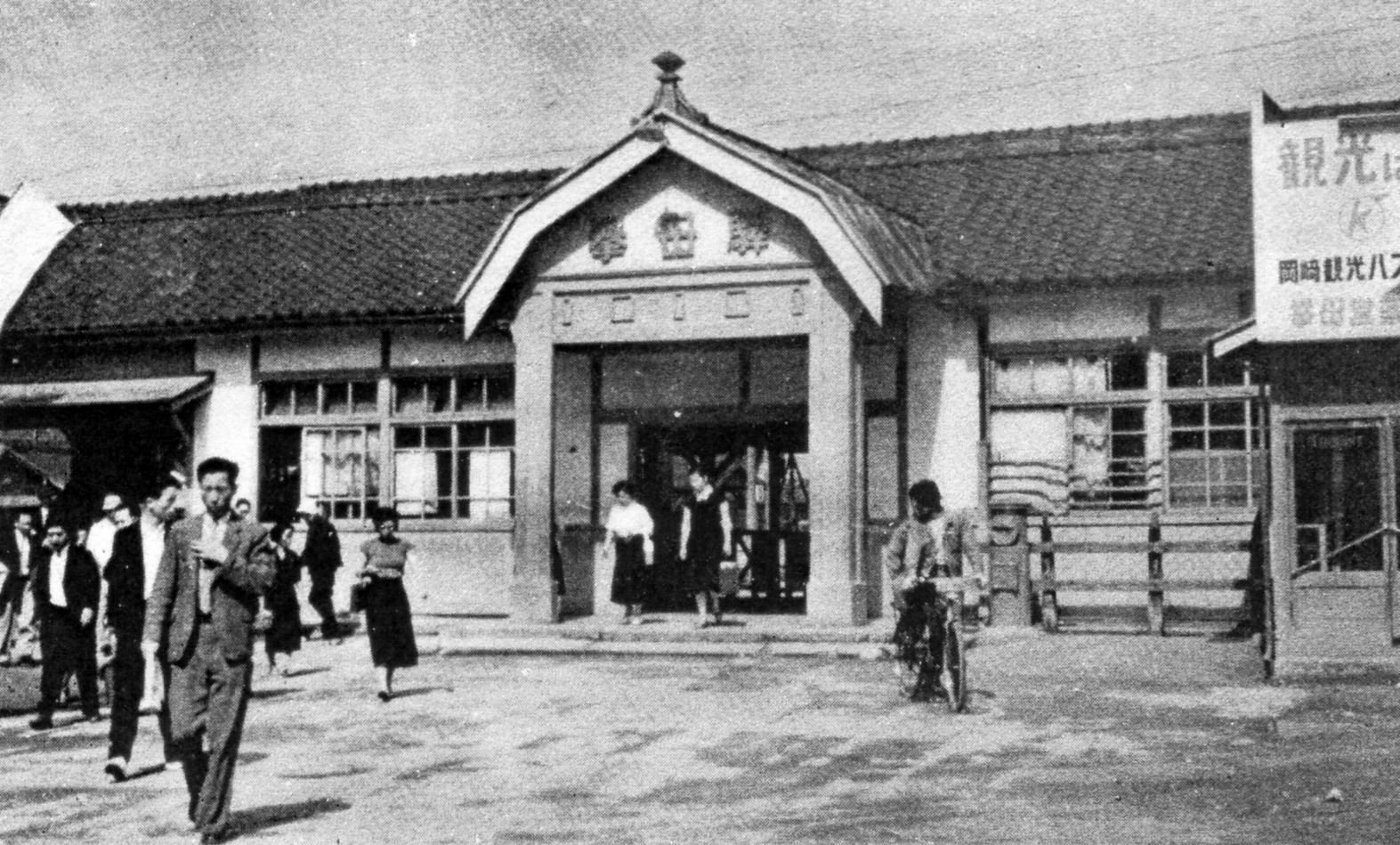
Empfangsgebäude der ersten Generation (1956)

Die Eröffnung des Bahnhofs erfolgte am 1. November 1920 durch die Bahngesellschaft Mikawa Tetsudō, zusammen mit dem kurzen Teilstück von Uwa Goromo her. Er trug zunächst den Namen Koromo (挙母) und war für etwas mehr als ein Jahr die nördliche Endstation der später so bezeichneten Mikawa-Linie. Am 17. Januar 1922 folgte die Inbetriebnahme der Verlängerung nach Koshido. 1941 ging der Bahnhof in den Besitz der Meitetsu über. Diese benannte den Bahnhof am 1. Oktober 1959 in Toyotashi um und stellte am 1. Dezember 1960 den Güterumschlag ein. Da das bisherige Empfangsgebäude den Anforderungen bei weitem nicht mehr genügte, ließ die Meitetsu einen Neubau errichten und eröffnete es am 21. Juni 1961 provisorisch. Fünf Wochen später war das Projekt abgeschlossen und die benachbarten Bahnübergänge konnten aufgehoben werden.
Die Inbetriebnahme der Toyota-Linie am 29. Juli 1979 mit direkter Streckenführung ins Stadtzentrum von Nagoya hatte zur Folge, dass die Kapazitätsgrenze des Bahnhofs erneut erreicht war. Deshalb beschloss die Meitetsu, den Streckenabschnitt zwischen Umetsubo und Toyotashi zweigleisig auszubauen und zusätzlich auf einen Viadukt zu verlegen. Die Arbeiten waren Teil eines umfangreichen Stadtentwicklungsprojekts und waren am 1. Oktober 1986 abgeschlossen. Am 21. März 1987 kam die unter dem Viadukt gelegene Einkaufsstraße Toyota Plaza hinzu.